# Территориальная прелатура Умауаки
Территориальная прелатура Умауаки (лат. Praelatura Territorialis Humahuacensis) — территориальная прелатура Римско-католической церкви с центром в городе Умауака, Аргентина. Территориальная прелатура Умауаки входит в митрополию Сальты. Кафедральным собором территориальной прелатуры Умауаки является церковь Пресвятой Девы Марии Канделарии.

## История
8 сентября 1969 года Римский папа Павел VI выпустил буллу «Praeclarus Domine», которой учредил территориальную прелатуру Умауаки, выделив её из епархии Жужуя.
27 января 1970 года территориальной прелатуре Умауаки была передана часть территории епархии Орана.

## Ординарии территориальной прелатуры
- епископ José María Márquez Bernal C.M.F.[1] (10.10.1973 — 20.02.1991);
- епископ Pedro María Olmedo Rivero C.M.F. (7.07.1993 — 23.10.2019, в отставке);
- епископ Florencio Félix Paredes Cruz, C.R.L. (23.10.2019 — по настоящее время).

## Источник
- Annuario Pontificio, Libreria Editrice Vaticana, Città del Vaticano, 2003, ISBN 88-209-7422-3